# Municipio de Miller (condado de Phelps)
El municipio de Miller (en inglés: Miller Township) es un municipio ubicado en el condado de Phelps en el estado estadounidense de Misuri. En el año 2010 tenía una población de 3734 habitantes y una densidad poblacional de 21,28 personas por km².

## Geografía
El municipio de Miller se encuentra ubicado en las coordenadas 38°0′46″N 91°50′40″O / 38.01278, -91.84444. Según la Oficina del Censo de los Estados Unidos, el municipio tiene una superficie total de 175.5 km², de la cual 174.77 km² corresponden a tierra firme y (0.42%) 0.73 km² es agua.

## Demografía
Según el censo de 2010, había 3734 personas residiendo en el municipio de Miller. La densidad de población era de 21,28 hab./km². De los 3734 habitantes, el municipio de Miller estaba compuesto por el 91.67% blancos, el 1.53% eran afroamericanos, el 0.62% eran amerindios, el 2.46% eran asiáticos, el 0.11% eran isleños del Pacífico, el 0.75% eran de otras razas y el 2.87% pertenecían a dos o más razas. Del total de la población el 2.17% eran hispanos o latinos de cualquier raza.